# Post Foods
Post Foods est une entreprise agroalimentaire américaine.

## Histoire
En avril 2014, Post Foods acquiert l'entreprise américaine de production et de distribution d’œuf et de lait Michael Foods pour 2,45 milliards de dollars.
En avril 2017, Bright Food annonce vendre sa participation de 60 % dans Weetabix à Post Foods pour 1,4 milliard de livres. 
En septembre 2017, Post Holdings annonce pour 1,5 milliard de dollars l'acquisition de Bob Evans Farms, une entreprise américaine qui est présente tant dans la restauration que dans la production de surgelés.